# The Warning (film, 1915, Cooley)
Pour les articles homonymes, voir The Warning.
Pour plus de détails, voir Fiche technique et Distribution.
The Warning (littéralement : L'Avertissement) est un film muet américain réalisé par Frank Cooley, sorti en 1915.

## Fiche technique
- Titre : The Warning
- Réalisation : Frank Cooley
- Scénario :
- Producteur :
- Société de production : American Film Manufacturing Company
- Société de distribution : Mutual Film
- Pays de production :  États-Unis
- Langue : film muet avec les intertitres en anglais
- Métrage : 600 m
- Format : Noir et blanc — 35 mm — 1,33:1 — Muet
- Genre : Western
- Durée : 20 minutes
- Date de sortie : 
  - États-Unis : 19 novembre 1915

## Distribution
- Forrest Taylor : Fred Merrill
- Helene Rosson (en) : Bessie Graham
- Charles Newton (en) : John Graham, le père de Bessie